# HD242692
HD242692 є хімічно пекулярною зорею спектрального класу
B9 й має видиму зоряну величину в смузі V приблизно  9,5.

## Пекулярний хімічний вміст
Зоряна атмосфера HD242692 має підвищений вміст 
Si
.